# Ion Chicu
Ion Chicu ([ˈkiku], * 28. února 1972) je moldavský ekonom a politik, který byl od roku 2019 do své rezignace v roce 2020 předsedou vlády Moldavské republiky.

## Život
Narodil se 28. února 1972 ve vesnici Pîrjolteni v moldavském okrese Călărași. Vystudoval Fakultu managementu na Moldavské akademii ekonomických studií. V roce 2005 pracoval jako ředitel Generálního ředitelství strukturálních reforem Ministerstva hospodářství a obchodu. V polovině a na konci roku 2000 byl náměstkem moldavského ministra financí. Od dubna 2008 do září 2009 byl hlavním státním poradcem premiéra Vasile Tarleva pro ekonomické otázky a vnější vztahy. Působil také jako předseda Rady pro strategický rozvoj Státní lékařské a farmaceutické univerzity Nicolaa Testemițana, pracoval jako konzultant v oblasti řízení veřejných financí v různých projektech. V lednu 2018 byl jmenován generálním tajemníkem ministerstva financí a v prosinci téhož roku se stal ministrem financí. Z této funkce odstoupil během moldavské ústavní krize v roce 2019, která vedla k pádu Filipovovo vlády.
Je ženatý a má tři děti.
Po skončení svého působení ve funkci předsedy vlády následně v roce 2021 založil vlastní politickou stranu, konkrétně Stranu rozvoje a konsolidace Moldavska, s deklarovanou proevropskou ideologií. V 11. volebním období moldavského parlamentu po 11. červenci 2021 se mu nepodařilo získat žádné křeslo.

## Předseda vlády (2019-2020)

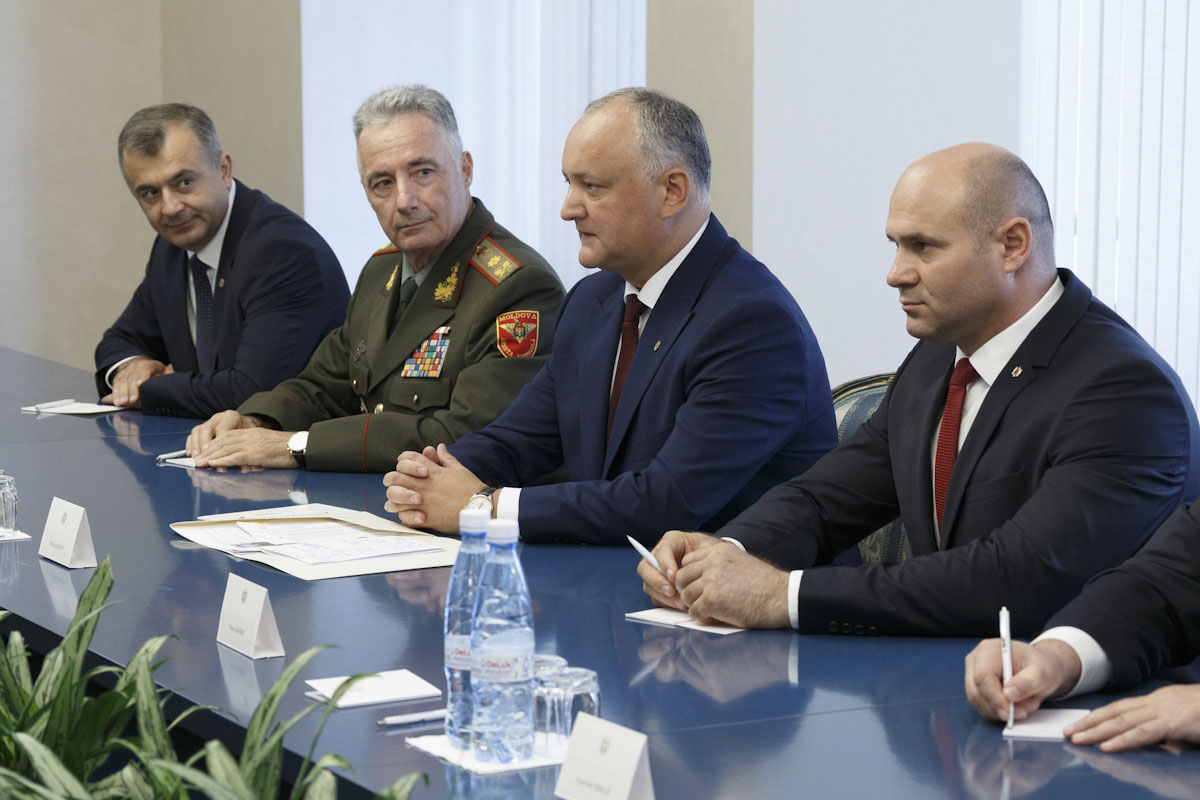
Chicu (zcela vlevo) s moldavským poradcem pro národní bezpečnost Victorem Gaiciucem (uprostřed vlevo), moldavským prezidentem Igorem Dodonem (uprostřed) a ministrem obrany Pavlem Voicuem v srpnu 2019.

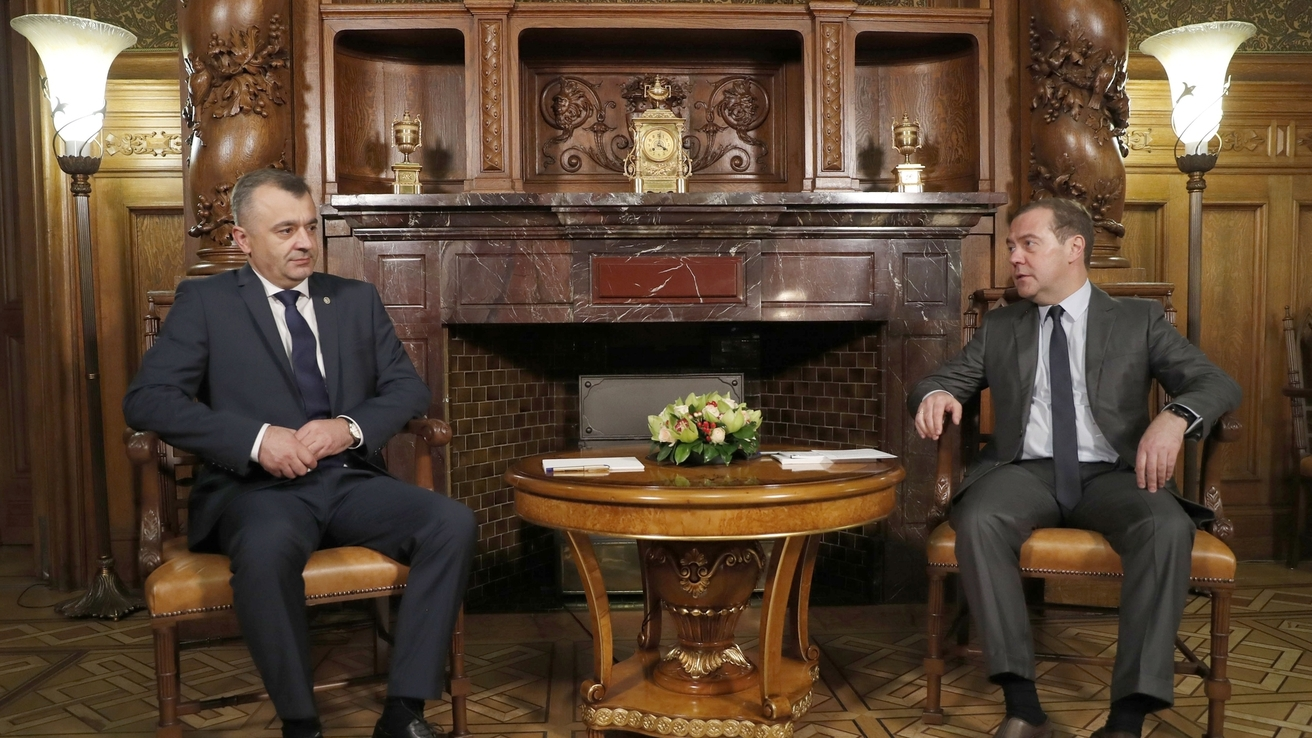
Chicu s Dmitrijem Medveděvem v Moskvě 20. listopadu 2019.

Dne 14. listopadu 2019 byla vláda premiérky Maii Sanduové poražena v hlasování o nedůvěře po pokusech o přijetí zákonů o změně soudního systému. S podporou něco málo přes 60 % poslanců byl Chicu schválen jako náhradní premiér. Téhož dne oznámil, že jeho vláda „splní všechny závazky státu vůči vnějším partnerům a mezinárodním finančním organizacím, především Mezinárodnímu měnovému fondu a Světové bance“. V době svého jmenování byl prezidentem Igorem Dodonem označen za „technokrata, profesionála, který nebyl v žádné politické straně“, ačkoli Chicu působil jako poradce prezidenta Dodona. Den poté představil prezident Dodon novou vládu, v němž byli Victor Gaiciuc jako ministr obrany a Pavel Voicu jako ministr vnitra. Dne 20. listopadu odjel na svou první pracovní návštěvu Moskvy, kde jednal s premiérem Dmitrijem Medveděvem.
V květnu 2020 během facebookového souboje s rumunským europoslancem Siegfriedem Mureșanem prohlásil, že Rumunsko je nejzkorumpovanější zemí v Evropě. Mureșan reagoval kritikou moldavské vlády za to, že neprovádí reformy a nebojuje proti korupci. Chicuova slova vyvolala v Rumunsku kontroverzi. Rumunský poslanec moldavského původu Constantin Codreanu totiž požádal o odebrání Chicuova rumunského občanství. Jeho slova kritizovaly i další rumunské úřady. Spolupráce během pandemie covidu-19 však mezi oběma zeměmi pokračovala. Chicu se později během setkání s rumunským velvyslancem v Moldavsku Danielem Ionițăem omluvil a zopakoval, že děkuje této zemi za pomoc Moldavsku během pandemie. Dne 9. prosince 2020 měl pozitivní test na COVID-19.
Chicu a jeho vláda odstoupili z funkce premiéra 23. prosince 2020 v důsledku protestů požadujících předčasné parlamentní volby. Zpočátku pokračoval ve funkci úřadujícího premiéra, ale odmítl zůstat ve funkci až do sestavení nové vlády a 31. prosince 2020 ho nahradil Aureliu Ciocoi.

## Účast v politice po premiérství
Dne 31. března 2021 založil Chicu Stranu rozvoje a konsolidace Moldavska, která byla oficiálně zaregistrována 17. dubna téhož roku.